# Budakeszi út
A Budakeszi út egy fontos útvonal Budapest II. és XII. kerületének határán. Abban a völgyben húzódik, nyugat-északnyugati irányban, amelyet dél felől a János-hegy, észak felől pedig a Kis- és Nagy-Hárs-hegy közös tömbje fognak közre. A II. kerületben Szépilona, Kurucles és Petneházyrét, a XII. kerület felől Virányos és Zugliget városrészek találhatók az út közelében. Országos közútként a 8102-es út városon belüli szakaszának része.

## Nyomvonala
A Szilágyi Erzsébet fasor nyugati végpontjától, annak Hidász utcai kereszteződésétől indul, nyugat-északnyugati irányban. Ugyanebben a lámpás csomópontban ágazik ki északnyugat felé a Hűvösvölgyi út, amely a kezdeti szakaszán az Ördög-árok völgyét követi, később eltávolodik tőle.
A Budakeszi út minimális irányváltozásoktól eltekintve gyakorlatilag a legmagasabb pontjáig – a Pozsonyi-hegy és a Nagy-Hárs-hegy közötti nyeregig – ezt a nyugat-északnyugati irányt követi, és gyakorlatilag az első métereitől kezdve szakadatlanul emelkedik. Az emelkedés intenzitásában kisebb-nagyobb eltérések érzékelhetők, de a Budakeszi út az imént említett nyeregpontig folyamatosan hegynek felfelé halad.
Kezdeti, rövidke szakaszán 1+2 sávos [aránylag hosszan elnyúló buszsáv vezet a legalsó szakaszán lefelé, a Szilágyi Erzsébet fasori betorkollásáig], az úttesttől nyugatra villamosvágány, azon túl pedig néhány tíz méternyi hosszban szervizút húzódik. Az itteni vágányokon az 1970-es évek végéig az 58-as villamosjárat közlekedett – a Budakeszi úton csak a Zugligeti úti elágazásig –, a vonal megszüntetése óta az itteni síneket csak a Szépilona kocsiszínbe tartó, illetve onnan forgalomba induló villamosok használják.
A Zugligeti út kiágazását követően a buszsáv és a villamossínek is eltűnnek az út mellől, innentől kezdve kilométereken át kertvárosias beépítésű terület kíséri az aszfaltcsíkját mindkét oldalról, a lakóingatlanokat néhol közintézmények, a magasabban fekvő szakaszokon szállodák telkei váltják fel. Az Árnyas út kiágazásától kezdve az út délnyugati oldalán már inkább csak a János-hegy lábának erdei húzódnak, a másik oldalon szinte az út legmagasabb pontjáig kitartanak mellette a parcellázott ingatlanok.
Legmagasabb pontja közelében, méterekkel az itt közlekedő „kék” és helyközi buszjáratok Szépjuhászné megállóhelye előtt találhatók Budaszentlőrinc egykori pálos kolostorának romjai, valamint közvetlenül azok mellett a Pilisi Parkerdő Zrt. Budapesti Erdészetének központja. Ezután az út keresztezi a Gyermekvasút nyomvonalát – elhaladva annak hídja alatt –, majd fokozatosan délnyugati irányba fordul, illetve a folytatásban jobbára már lejt. Nem sokkal a vasúti híd után beletorkollik a Szépjuhászné út, amely fontos átkötő útszakasza a II. kerület északi része és Budakeszi közötti forgalomnak. Az út nagyjából az Országos Korányi Pulmonológiai Intézet bejárati útja kiágazásánál lép át Budakeszi területére.

## Története
Az út már a középkorban is létezett, az akkor még két különálló településnek számító Felsőkeszi és Alsókeszi településeket kötötte össze Budával. 1870 körül már használatban volt a Budakeszi út elnevezés, ami – legalábbis a mai Szent János Kórház térségéig – a Szilágyi Erzsébet fasorra is vonatkozott. Az út emelkedő szakaszán a 19. században több, védendő építészeti értéknek számító villa és lakóház épült.

## Jelentősebb épületei
- 5-7. szám: Szépilona kocsiszín

A 20. század elején épült, mint a közép-budai villamosvonalakon közlekedő járművek éjszakai tárolóhelye és javító műhelye, akkor a kor technikai építészetének magas szintjét képviselte. A második világháború után tovább korszerűsítették, aminek nagyrészt áldozatul estek az épület korábbi, művészi értéket képviselő elemei. A szomszédos telkeken több olyan társasház is épült az első világháború utáni években, amelyekben a BSZKRT (később a BKV) dolgozói számára létesített szolgálati lakások kaptak helyet.
- Kuruclesi út saroképülete: Tűzoltóság

Az észak-budai tűzőrség az 1980-as évek eleje óta működik ezen a helyen; sokáig látványos dísze volt az épületnek az előtte álló muzeális tűzoltószekér, amit mára elvittek onnan. Korábban, a 19-20. század fordulóján a Szarvas nevű vendéglő állt itt, amely Kalmárffy Ignác birtokán épült és az erre közlekedők népszerű pihenőhelye volt.
- 20/c. szám: „Gondűző”-villa – klasszicista, 1845 körül
- 24. szám: 1840 körül klasszicista stílusban épült villa, amit 1875 körül erősen átalakítottak eklektikus ízlés szerint
- 26. szám: földszintes, ötablakos, tornácos villa, 1875 körül épült eklektikus stílusban.
- 31. szám: romantikus villa, 1860
- 32. szám: a Wodianer család egykori nyaralója (1840 körül), azóta többször átalakítva
- 36. szám: Rózsa Lajos helytartótanácsi ügyvivő magasföldszintes nyaralója íves loggiával, tervezője feltehetőleg Ybl Miklós volt, 1850 körül
- 37. szám: földszintes villa, dór oszlopokkal, klasszicista, 1840 körül
- 38-40. szám: Hild-villa, Hild József saját célra tervezett klasszicista nyaralója (1844); Pucher József 1889-ben oldalszárnyakkal toldotta meg
- 51. szám: Magyar Nemzeti Filmarchívum
- 51/b: Budai Központi Kerületi Bíróság
- 53. szám: Ferenc-halmi Szent László-kápolna (1818–1822)

Fogadalmi kápolnaként épült 1810-ben, Kalmárffy Ignác birtokán, falaiba sok követ építettek be a budaszentlőrinci pálos kolostor falmaradványaiból. Erzsébet királyné, amikor 1866-ban, budai tartózkodása alatt a közeli Kochmeister-villában lakott, ide járt imádkozni. A háborúk nem okoztak benne jelentős pusztítást, ugyanez a legkevésbé sem mondható el a kommunizmus éveiről. Meglehetősen lepusztult állapotban került a rendszerváltást követően a Magyar Máltai Szeretetszolgálat tulajdonába.
- 65-67. szám: villa, tervezője Szuchy János
- 69. szám: villa, 1886
- 71. szám: Kochmeister-villa, Feszl Frigyes, Gerster Károly és Kauser Lipót, 1852

A Pesti Lloyd Társaságot alapító báró Kochmeister Frigyes nagykereskedő részére épült romantizáló, svájci stílusú, verandás nyaraló; feltételezik, hogy a ház terveit készítő Feszl–Gerster–Kauser társuláson belül az épület architektúráját, jellegzetes díszítményeit Feszl Frigyes tervezte. 1866 nyarán itt üdült Erzsébet királyné és Ferenc József császár két gyermeke, Gizella és Rudolf is. Az épületnek az 1952-ben történt államosítása előtt további hat tulajdonosa volt. Államosítása után gyermeküdülő, majd a hetvenes években úttörőtábor. Az 1990-es évek végére teljesen lepusztult, olyannyira, hogy 2000 őszén szinte teljesen lebontották, a következő évben pedig a Sinus Art építészstúdió kivitelezésében eredeti formájában visszaépítették, de modern anyagokból, a mai követelményekhez illeszkedő paraméterekkel és szigeteléssel.
- 73. szám: „Csendilla-lak”, építtetője Bors József (klasszicista, 1844)
- 75. szám: villa, tervezője Haufmann Sándor, 1887
- 85-87. szám: Információs Hivatal

Hat emeletes, aránylag nagy méretű elemekből álló, ennek megfelelően tájidegen épület a Budakeszi út alatti völgyben. 1978 óta szolgál az 1962-ben létrejött egységes állambiztonsági szervezet hírszerzési részlegének központjaként; az Információs Hivatal jogelőd szerve az V. kerületi Akadémia utcából költözött ide.
- 91. szám: Erdészeti Információs Központ

A Pilisi Parkerdő Zrt. Budapesti Erdészetének székháza, a pálos romok felől hangulatos erdei ösvényen is megközelíthető, a funkcionális építkezés szép példájának számító épület. Különleges értéke a Selmecbányáról és Sopronból átmentett Wagner Károly Erdészeti Szakkönyvtár. Az Országos Erdészeti Egyesület által gondozott, történelmi jelentőségű könyvgyűjtemény mintegy 20 000 dokumentumot, köztük 6000 archív könyvet tartalmaz, egyik legfőbb értéke az 1770-ben Mária Terézia által, magyar nyelven kiadott erdőrendtartás. A könyvtár előzetes egyeztetés alapján látogatható.

## Megközelítése
A Budakeszi út teljes hosszán végighalad a 22-es buszcsalád (22, 22A, 222, 922, 922B), valamint a Zsámbéki-medence településeire közlekedő helyközi járatok is, ezeknek a belső végállomása mind az M2-es metró Széll Kálmán téri állomásánál található. Legelső rövid szakaszát érinti a zugligeti libegő alsó állomásához vezető 291-es busz is.